# Feminicidio de Cecilia Monzón
El feminicidio de Cecilia Monzón refiere al asesinato de la abogada y activista Cecilia Monzón Pérez, ejecutada el 21 de mayo de 2022 en San Pedro Cholula, Puebla, México. En junio de 2022, la Fiscalía General del Estado de Puebla detuvo al político Javier López Zavala, expareja de Monzón, como presunto autor intelectual del homicidio. La muerte de Cecilia Monzón provocó una amplia movilización social, además de una condena por parte del gobierno español.

## Biografía de Cecilia Monzón
Cecilia Monzón era abogada por la Benemérita Universidad Autónoma de Puebla; contaba con una especialidad en Derecho Penal y maestría en Sistema Penal Acusatorio por el Instituto de Estudios Judiciales del Poder Judicial del Estado de Puebla. Se distinguió por su activismo en la defensa de los derechos de las mujeres, en especial de aquellas en situaciones de vulnerabilidad.
En su trayectoria política, Cecilia militó en el Partido Revolucionario Institucional, donde ocupó varios cargos como: coordinadora de jóvenes, coordinadora de gestión, coordinadora de campaña, coordinadora de promoción del voto, entre otros.
Monzón fue candidata a la presidencia municipal de San Pedro Cholula por el Partido Verde Ecologista de México en 2018. Como postulante, denunció al entonces candidato a diputado Manlio López Contreras por violencia política de género, convirtiéndose en la primera mujer en México en conseguir una sanción bajo dicha figura. A raíz de este caso, Monzón denunció públicamente haber recibido amenazas de muerte por parte de López Contreras. La abogada también denunció en 2018 al político Jorge Estefan Chidiac, a quien acusó de haber falsificado su firma en un proceso electoral.
En 2019, Monzón se integró al gobierno de San Pedro Cholula como directora de Desarrollo Social, cargo al que renunció en el mismo año. Tras dejar el puesto, acusó por violencia política de género al entonces alcalde Juan José Arriaga y al diputado local José Juan Espinosa.
Cecilia Monzón fue pareja del político Javier López Zavala, excandidato a la gubernatura de Puebla en 2010, con quien tuvo un hijo. Un día antes de ser asesinada, la activista se había presentado en la Fiscalía local para demandar una pensión alimenticia a López Zavala.

## Asesinato
El sábado 21 de mayo de 2022, Monzón fue acribillada en su camioneta por dos sujetos armados, quienes dispararon en seis ocasiones contra el vehículo. Los atacantes iban a bordo de una motocicleta, en la que huyeron después del atentado.
El asesinato de la activista causó pronunciamientos por parte de diferentes instancias, como el Instituto Nacional de las Mujeres, la Comisión Nacional de los Derechos Humanos, la Comisión Permanente del Congreso de la Unión, la Oficina en México del Alto Comisionado de las Naciones Unidas para los Derechos Humanos (ONU-DH), el Ministerio de Asuntos Exteriores, Unión Europea y Cooperación del Gobierno de España, entre otros.
En su conferencia de prensa matutina del 23 de mayo, el presidente Andrés Manuel López Obrador notificó que el gobierno federal se encontraba en coordinación la Fiscalía de Puebla para esclarecer el homicidio.

## Investigación judicial
El 7 de junio de 2022, la Fiscalía de Puebla anunció la detención de Javier López Zavala como presunto autor intelectual del feminicidio de Cecilia Monzón. Las autoridades también notificaron la captura de dos personas implicadas más: Jair N., sobrino de López Zavala; y Santiago N., su secretario particular. Un tercer involucrado, Silvestre N., no había sido detenido aún.
De acuerdo con la reconstrucción de hechos, Jair y Silvestre habían estado vigilando a Cecilia desde días atrás, por órdenes de López Zavala. Ambos iban a bordo de la motocicleta cuando dispararon contra el vehículo de Monzón. Tras cometer el asesinato, los sicarios se refugiaron en una casa en el municipio de Puebla, donde abandonaron la moto y abordaron una camioneta roja, propiedad de Santiago. De acuerdo a la evidencia, Jair le habría entregado a Silvestre el arma con el que se realizaron los disparos.
El 12 de junio de 2022, un juez de control vinculó a proceso a los tres detenidos ─Javier, Jair y Santiago─, por lo que se mantendrán en prisión preventiva hasta que culminen las investigaciones. El 30 de julio de 2022, la Fiscalía de Puebla anunció la captura de Silvestre N., presunto autor material del homicidio.
El 29 de agosto de 2022, Santiago Bárcena (Santiago N.) obtuvo un amparo en contra de la vinculación a proceso por el feminicidio de Cecilia Monzón. La madre de Bárcena había argumentado que Santiago le prestó la camioneta a Javier López Zavala para acudir a una boda en Chignahuapan ─al norte de Puebla─, por lo que su hijo había sido engañado por el político y no estaba involucrado en el delito. El juez que concedió el amparo a Bárcena consideró que la Fiscalía no aportó suficientes pruebas para acreditar su complicidad en el crimen.
El 15 de enero de 2023, Helena Monzón, hermana de Cecilia, informó que concluyó la investigación complementaria sobre uno de los cuatro implicados en el feminicidio, en referencia a Javier López Zavala, presunto autor intelectual del crimen.

## Impacto legislativo
A raíz del homicidio de Monzón, la diputada Silvia Ruiz, del Partido del Trabajo, presentó en el Congreso de Puebla una iniciativa de ley para suspender los derechos de patria potestad, guardia y custodia de los padres acusados de feminicidio (o tentativa de feminicidio), así como perderlos de forma definitiva si son hallados culpables del delito.
La propuesta, conocida públicamente como Ley Monzón, fue aprobada por el Congreso del Estado de Puebla el 3 de marzo de 2023 y reforma los artículos 627, 628, 629, 633 y 634 del Código Civil de Puebla.